# پائولا جای پارکر
پائولا جای پارکر (انگلیسی: Paula Jai Parker؛ زادهٔ ۱۹ اوت ۱۹۶۹) یک هنرپیشه اهل ایالات متحده آمریکا است.
از فیلم‌ها یا برنامه‌های تلویزیونی که وی در آن نقش داشته است می‌توان به جرایم سنگین و چرا احمق‌ها عاشق می‌شوند اشاره کرد.